# Massarilatzelia dugopoljica
Massarilatzelia dugopoljica - vrsta biparke iz reda Chordeumatida i porodice Heterolatzeliidae, jedina iz monotipskog roda Massarilatzelia.

## Otkriće
Vrstu i rod opisali su 2011. Makarov i Rađa. Tipski materijal prikupljan je 1980. i 1981. godine u špilji Kraljeva peć, u Dugopolju, po čemu je vrsta i dobila naziv. Ime roda potječe od Massarum, latinskog naziva planine Mosor u čijem se podnožju nalazi špilja.

## Opis
Ova dvojenoga ima tijelo s 29 pleurotergita, 15,1 mm u holotipskom mužjaku i 21,1 mm u alotipskoj ženki. Prozoniti i dno metazonita su žućkasti, a vrhovi metazonita smećkasti. Glava ima 20-22 jednostavna oka u svakom očnom polju, raspoređena u 4 ili 5 okomitih redova. Gornja usna ima niz od 10-12 rubnih ploški i 4 supralabijalne ploške. Gnatochilarium ima trokutasti predbradak, 5-6 vršnih i srednjih režnjeva, 14-15 malih bazalnih režnjeva na deblu i 5 režnjeva na lamellae linguales. Šest makroskopskih čepova smješteno je na kolutu koji je uži od glave. Prednji i srednji tjelesni prstenovi imaju prilično male bočne metazonitne kobilice, koje nestaju kod prstenova 28-29. Noge su 1,23 do 1,61 dulje od visine središnjeg dijela tijela, a papile su prisutne na stopalima od trećeg do sedmog para. Mužjaka karakteriziraju stražnji gonopodi s izraženim koksoidima i jajolikim ili gotovo jajolikim vršnim čekinjastim dijelovima. Njegovi prednji gonopodi imaju masivne angiokoksite u obliku kandži, gotovo četverokutne ili jajolike kolpokoksite i češljaste kaudalne nastavke. Ženke karakteriziraju čekinjasta polja s obje strane spolnog operkuluma i tuberkula, čekinjasta samo sa strane i blago spljoštena s dorzalne strane, kopulacijske vrećice.
Ova vrsta je troglofil i vjerojatno endem srednje Dalmacije. Do sada poznata samo sa svoje tipične lokacije u špilji Kraljeva peć.